# Орлеан (проток)
Протокът Орлеан (на френски: Détroit Orléans); на английски: Orléans Strait) е морски проток, отделящ северната част на архипелага Палмър (островите Тринити и Тауер) на север и Дейвис на Земя Греъм (част от Антарктическия полуостров) на юг, в крайната североизточната част на море Белингсхаузен, част от Тихоокеанския сектор на Южния океан. Простира се на около 100 km от нос на Рокморел североизток до нос Чарлз на югозапад. Континенталните му брегове са силно разчленени от множество дълбоко вдаващи се в сушата заливи (Бон, Шарко и др.) и дълги и тесни полуострови между тях.
Пръв, който плава във водите на протока, е американският ловец на тюлени Натаниъл Палмър на 18 ноември 1820 г. През януари 1838 г. френската експедиция, възглавявана от Жул Дюмон-Дюрвил, открива, изследва и грубо картира бреговете на протока и го наименува в чест на френския град Орлеан. През 1901 – 04 г. участниците в шведската антарктическа експедиция, ръководена от Ото Норденшелд, извършва подробна топографска снимка на бреговете му, на базата на която той е детайлно картиран.